# Laila Akhmetova
 (novembre 2023).
Pour les articles homonymes, voir Akhmetov.
Laila Akhmetova, née le 12 février 1954 à Almaty, est une chercheuse en histoire kazakhstanaise.

## Biographie
Laila Akhmetova est docteure en sciences historiques et enseignante à l'université Al-Farabi, université nationale du Kazakhstan.
En mai 2020, elle publie le livre Panfilovites: Our Pride, Our Glory. Il fait suite à trois livres déjà publiés avant 2016 sur les combats d'Ivan Panfilov, s'intéressant notamment à la présence de soldats kazakhs dans les rangs du régiment.
Laila Akhmetova est membre de l'assemblée des peuples eurasiens. En décembre 2020, elle reçoit la médaille de la mémoire des héros de la patrie de la part du ministère de la défense de la Russie. Elle commente régulièrement la politique du Kazakhstan.